# Wzgórza Bielawskie
Wzgórza Bielawskie – mikroregion Wzgórz Niemczańsko-Strzelińskich.

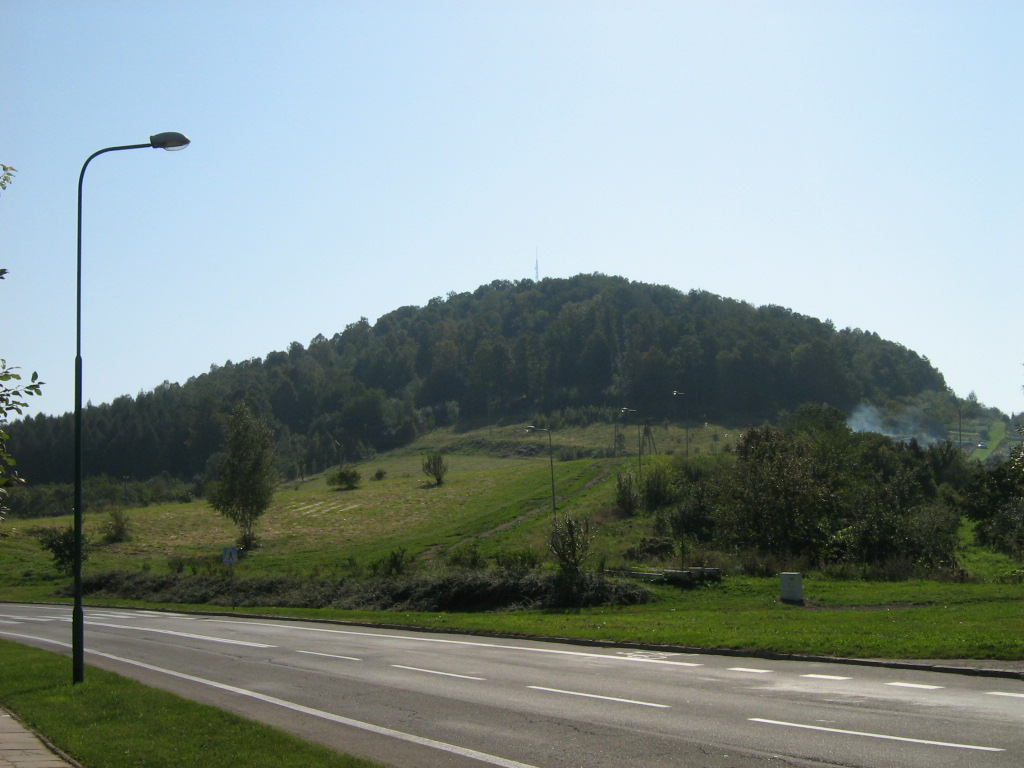
Panek (Góra Parkowa)

## Położenie
Wzgórza te od północy opadają 100 m progiem ku Kotlinie Dzierżoniowskiej. Od południowego zachodu sąsiadują z Górami Sowimi, od południa z Obniżeniem Stoszowic, a od wschodu ze Wzgórzami Gumińskimi.

## Ogólna charakterystyka
Wzgórza Bielawskie można podzielić na trzy części: północną, południową i wschodnią. Części południowa i północna są oddzielone od siebie szeroką Przełęczą Ostroszowicką i tworzą razem wyraźny wał ciągnący się równolegle do Gór Sowich. Tutaj znajdują się najwyższe szczyty tych wzgórz: Panek (451 m n.p.m.), Długa (455 m n.p.m.), Wrona i Orzeł (oba po 458 m n.p.m.) w części północnej oraz Suchań (448 m n.p.m.) i Wacławka (473 m n.p.m., jest to najwyższy szczyt) w części południowej. Nieco niższa jest część wschodnia, którą od części północnej oddziela malownicza dolina przełomowa rzeczki Rogoźnicy. Część ta ma kształt krótkiego grzbieciku, od którego odchodzi kilka raczej słabo zaznaczonych ramion. Najwyższymi szczytami w tej części Wzgórz są Kluczowska Góra (428 m n.p.m.) i Ptasza (407 m n.p.m.). We Wzgórzach Bielawskich są także takie szczyty jak Góra Maciek (291 m n.p.m.) i Maślana Góra (375 m n.p.m.).

## Geografia Wzgórz Bielawskich
Wzgórza Bielawskie są gnejsowymi pagórkami przylegającymi do Gór Sowich. Przebiega przez nie dział wód Bystrzycy i Nysy Kłodzkiej. Są to drugie co do wysokości pasma wzgórz we Wzgórzach Niemczańsko-Strzelińskich. Zajmują obszar około 60 km², znajdujący się w trójkącie, którego wierzchołki stanowią: Bielawa, Kluczowa i Lutomierz.